# ميكائيل يورجنسن
ميكائيل يورجنسن (بالإنجليزية: Mikael Jorgensen)‏ هو موسيقي أمريكي، ولد في 4 يونيو 1972.

## روابط خارجية
- ميكائيل يورجنسن على موقع IMDb (الإنجليزية)
- ميكائيل يورجنسن على موقع ميوزك برينز (الإنجليزية)
- ميكائيل يورجنسن على موقع ديسكوغز (الإنجليزية)